# Praia Melão
Praia Melão est une localité de Sao Tomé-et-Principe située sur la côte nord-est de l'île de São Tomé, dans le district de Mé-Zóchi.

## Population
Lors du recensement de 2012, 2 668 habitants y ont été dénombrés.

## Culture
Une troupe (tragédia) de tchiloli y était domiciliée.